# Life's Not out to Get You
Life's Not out to Get You —en español: La vida no intenta hacerte daño—  es el segundo álbum de estudio de la banda de rock galesa Neck Deep. Tras el éxito de su álbum debut, Wishful Thinking (2014), la mayoría de los miembros de la banda dejaron sus trabajos y el vocalista Ben Barlow se retiró de la universidad. Trabajaron con Jeremy McKinnon, Andrew Wade y Tom Denney, para grabar su segundo álbum entre diciembre de 2014 y enero de 2015. Después de la grabación la banda fue inmediatamente de gira. "Life's Not out to Get You" fue precedida por dos sencillos: "Can't Kick Up the Roots", en mayo de 2015 y "Gold Steps" en julio. "Can't Kick Up the Roots", alcanzó el número 16 en el Reino Unido en la lista de singles rock y metal. A principios de agosto, "Threat Level Midnight" se puso a disposición para la transmisión. Fue lanzado por Hopeless el 14 de agosto. El álbum llegó al número 8 en el Reino Unido, alcanzó el top 20 en los EE. UU., y alcanzó el top 40 en Irlanda y Australia. Poco después del lanzamiento del álbum, el guitarrista Lloyd Roberts dejó la banda.

## Antecedentes
Neck Deep y su mánager fueron de vacaciones a Florida. El grupo terminó tocando dos shows. Videos de los espectáculos terminaron en línea, que fueron vistos por Hopeless. Hopeless se puso en contacto con el mánager de la banda. la banda firmó con Hopeless en agosto de 2013. la banda lanzó su álbum debut, Wishful Thinking, en enero de 2014. el éxito del álbum hizo que los guitarristas Matt West y Lloyd Roberts dejaran sus puestos de trabajo, el baterista Dani Washington rechazara un lugar en la Academia de Música contemporánea y Barlow abandonara la universidad. en octubre y noviembre de 2014, la banda hizo soporte de Real Friends en su gira por los EE. UU.

## Composición
Neck Deep comenzó a escribir nuevo material ya en diciembre de 2013 antes de la liberación de Wishful Thinking. El vocalista Ben Barlow dijo que Neck Deep quería que Su segundo álbum sonara "más grande y mejor" que Wishful Thinking. Barlow afirmó que el nuevo disco es lo que Wishful Thinking "debería haber sido" él indicó que era más "pulido y redondeado."  Barlow dijo que el álbum "tiene el potencial para cimentar un legado de esta banda y establecernos como una de las mejores bandas de pop-punk en el mundo" Todas las canciones del álbum fueron acreditados a Neck Deep con Seb Barlow, Andrew Wade, Tom Denney y Jeremy McKinnon .
"Can't Kick Up the Roots" se trata de la ciudad natal de Barlow, Wrexham, Gales del Norte. Barlow menciona que por un lado se trata de cómo Wrexham "apesta", mientras que por el contrario Eso es "lo que hace que sea nuestra" la parte de "roots" del nombre se refiere al amor de la banda de su ciudad de origen a pesar de los defectos. la banda quería "Can't Kick Up the Roots "fuese" una canción del verano "que" capturara el oído de la gente de inmediato". "Kali Ma"se trata de una escena específica en la película Indiana Jones y el templo maldito (1984).

## Lanzamiento
El 5 de mayo el año 2015 se anunció su segundo álbum, Life's Not out to Get You, y reveló la lista de canciones y cubierta del álbum. El 11 de mayo, "Can't Kick Up the Roots" fue estrenada en la BBC Radio 1 . un día después, un video musical fue lanzado para la canción, que fue dirigida por Daniel Broadley. el video musical fue filmado en marzo. en el mismo día, la canción fue lanzado como un sencillo. la banda tocó en la edición de 2015 del Warped tour. "Gold Steps" fue estrenada en la BBC Radio 1 el 19 de julio, y fue lanzado como un sencillo un día después. Un video musical de la canción fue lanzada el 21 de julio. el video fue dirigido por Kyle Thrash. el 10 de agosto, "Threat Level Midnightt" se puso a disposición para la transmisión. el álbum fue lanzado el 14 de agosto a través de Hopeless.
A raíz de acusaciones de mala conducta sexual hacia un menor de edad;. El 23 de agosto, Roberts se separó de la banda, sin querer empañar la reputación de la banda y también para centrarse en la vida familiar. La banda hizo soporte de All Time Low y Sleeping With Sirens en octubre y noviembre en el Back to the Future Hearts Tour. la banda teloneo a Bring Me the Horizon en el Reino unido en noviembre. el 18 de diciembre, se anunció que Sam Bowden se unió a la banda como la sustitución de Roberts. el 1 de enero de 2016, un video musical fue lanzado para "Smooth Seas Don't Make Good Sailors", que fue filmado a lo largo de 2015. el 27 de enero, un video musical fue lanzado para "Kali Ma", dirigido por Elliott Ingham. La banda salió en una gira como co-cabeza de cartel por Reino Unido con State Champs en febrero, con el apoyo de Creeper y Light Years. Esto sería seguido por una gira en los EE. UU., con el apoyo de Knuckle Puck y Like Pacific. el 10 de marzo, un video musical fue lanzado para "Serpents", dirigidos por Miguel Barbosa. el 18 de marzo, un EP fue liberado con "serpents" y "Can't Kick Up the Roots" , así como remixes de dos canciones por Mark Hoppus.

## Recepción
"Can't Kick Up the Root" logró en el Reino Unido el número 9 en la lista de singles Breakers Independientes, el número 16 en la lista de singles rock y metal, y el número 45 en la lista de singles independientes. Life's Not out to Get You vendió 26.251 copias, alcanzando el número 8 en el Reino Unido y el número 17 en los EE. UU. también llegó al número 15 en Irlanda, el número 28 en Australia y el número 87 en Bélgica. "Can't Kick Up the Root" fue nominada a "Track Independiente del Año" en los premios de la Asociación de la música independiente.
editor de Rock Sound Ryan Bird escribió que Life's Not out to Get You es el tipo de "disco de pop-punk que simplemente hace no querer escuchar nada más". "El álbum fue incluido en el número 3 de los 50 mejores lanzamientos de 2015 la lista de rock Sound.

## Lista de canciones
Todas las canciones están escritas por Neck Deep con Seb Barlow, Andrew Wade, Tom Denney y Jeremy McKinnon

| N.º   | Título                                        | Duración |  |
| 1.    | «Citizens of Earth»                           | 2:40     |  |
| 2.    | «Threat Level Midnight»                       | 2:46     |  |
| 3.    | «Can't Kick Up the Roots»                     | 2:49     |  |
| 4.    | «Kali Ma»                                     | 2:50     |  |
| 5.    | «Gold Steps»                                  | 3:12     |  |
| 6.    | «Lime St»                                     | 3:19     |  |
| 7.    | «Serpents»                                    | 2:45     |  |
| 8.    | «The Beach Is for Lovers (Not Lonely Losers)» | 3:04     |  |
| 9.    | «December»                                    | 3:39     |  |
| 10.   | «Smooth Seas Don't Make Good Sailors»         | 3:05     |  |
| 11.   | «I Hope This Comes Back to Haunt You»         | 2:49     |  |
| 12.   | «Rock Bottom»                                 | 3:20     |  |
| 36:17 |                                               |          |  |

| HMV/Target exclusive bonus tracks |                                      |          |  |
| N.º                               | Título                               | Duración |  |
| 13.                               | «December» (full band version)       | 3:36     |  |
| 14.                               | «Can't Kick Up the Roots» (acoustic) | 2:51     |  |
| 15.                               | «Lime St.» (acoustic)                | 3:14     |  |

## Posicionamiento en lista
| Lista (2015)                    | Posición |
| ------------------------------- | -------- |
| Australia (ARIA)                | 28       |
| Bélgica (Ultratop flamenca)     | 87       |
| Irish Independent Albums Chart  | 15       |
| Scottish Albums Chart           | 10       |
| Reino Unido (UK Albums Chart)   | 8        |
| UK Downloads Chart              | 11       |
| UK Independent Album Chart      | 1        |
| UK Physical Albums Chart        | 7        |
| UK Rock & Metal Albums Chart    | 2        |
| UK Record Store Chart           | 3        |
| UK Sales Chart                  | 8        |
| UK Streaming Chart              | 20       |
| UK Vinyl Albums Chart           | 2        |
| US Billboard 200                | 17       |
| US Billboard Alternative Albums | 3        |
| US Billboard Digital Albums     | 21       |
| US Billboard Independent Albums | 1        |
| US Billboard Top Album Sales    | 10       |
| US Billboard Top Rock Albums    | 3        |
| US Billboard Tastemaker Albums  | 1        |
| US Billboard Vinyl Albums       | 1        |